# Sonnhof (Waffenbrunn)
Sonnhof ist ein Gemeindeteil der Gemeinde Waffenbrunn im Landkreis Cham des Regierungsbezirks Oberpfalz im Freistaat Bayern.

## Geografie
Sonnhof liegt 4 Kilometer nördlich von Waffenbrunn, 400 Meter westlich der Staatsstraße 2146.

## Geschichte
Sonnhof hatte 1752 ein Anwesen.
1808 wurde die Verordnung über das allgemeine Steuerprovisorium erlassen. Mit ihr wurde das Steuerwesen in Bayern neu geordnet und es wurden Steuerdistrikte gebildet. Dabei kam Sonnhof zum Steuerdistrikt Obernried. Der Steuerdistrikt Obernried bestand aus den Ortschaften Obernried, Darstein, Himmelmühle, Kuglhof, Thonberg mit Sonnhof. 1821 wurden im Landgericht Cham Gemeinden gebildet. Dabei wurde Obernried landgerichtsunmittelbare Gemeinde. Sie war mit dem Steuerdistrikt Obernried identisch. Ab 1867 gehörten zur Gemeinde Obernried die Orte Darstein, Himmelberg, Himmelmühle, Klinglmühle, Kuglhof, Obernried, Sonnhof und Thonberg.
Bei der Gebietsreform in Bayern wurde 1972 die Gemeinde Obernried in die Gemeinden Waffenbrunn eingemeindet.
Sonnhof gehört zur Pfarrkuratie St. Laurentius Grafenkirchen. 1997 hatte Sonnhof 5 Katholiken.

## Einwohnerentwicklung ab 1838
| Jahr | Einwohner | Gebäude |
| ---- | --------- | ------- |
| 1838 | 6         | 1       |
| 1861 | 8         | 5       |
| 1871 | 5         | 3       |
| 1885 | 6         | 1       |
| 1900 | 4         | 1       |
| 1913 | 9         | 1       |

| Jahr | Einwohner | Gebäude |
| ---- | --------- | ------- |
| 1925 | 9         | 1       |
| 1950 | 4         | 1       |
| 1961 | 5         | 1       |
| 1970 | 4         | k. A.   |
| 1987 | 5         | 1       |
| 2011 | 5         | k. A.   |